# The Men in Her Life
The Men in Her Life (bra: Os Homens de Minha Vida) é um filme norte-americano de 1941, do gênero drama, dirigido por Gregory Ratoff e estrelado por Loretta Young e Conrad Veidt.

## Sinopse
Bailarina Lina Varsavina atinge o topo da carreira e casa-se com seu instrutor Stanislas Rosing. Porém, ela não consegue deixar de recordar os antigos amores, como David e Roger, dos tempos em que trabalhava em um circo. Ao fim e ao cabo, conclui que a pessoa mais importante de sua vida foi a mãe Marie, com quem se reconcilia aos prantos no final.

## Premiações
| Patrocinador                                  | Prêmio | Categoria             | Situação                    |
| --------------------------------------------- | ------ | --------------------- | --------------------------- |
| Academia de Artes e Ciências Cinematográficas | Oscar  | Melhor mixagem de som | Indicado[carece de fontes?] |

## Elenco
| Ator/Atriz         | Personagem       |
| ------------------ | ---------------- |
| Loretta Young      | Lisa Varsalina   |
| Conrad Veidt       | Stanislas Rosing |
| Dean Jagger        | David Gibson     |
| John Shepperd      | Roger Chevis     |
| Otto Kruger        | Victor           |
| Eugenie Leontovich | Marie            |
| Paul Baratoff      | Manilov          |
| Ann E. Todd        | Rose             |
| Billy Ray          | Nurdo            |
| Ludmila Toretzka   | Madame Olenkova  |
| Tommy Ladd         | Bailarino        |